# Халюциногенна гъба
Халюциногенните гъби са тип гъби, които съдържат алкалоидите псилоцибин и псилоцин. Съществуват над 190 биологични вида халюциногенни гъби. Те са таксономично разположени в родовете Agrocybe, Conocybe, Copelandia, Galerina, Gerronema, Gymnopilus, Hypholoma, Inocybe, Mycena, Panaeolus, Pluteus, Psilocybe, Weraroa и др. Повечето от тези гъби се намират в рода Psilocybe. На английски се наричат още psilocybin mushrooms (псилоцибинови гъби) и magic mushrooms ('магически гъби').

## История

### В древността
Авторът Терънс Маккена спекулира, че историята на халюциногенните гъби може би започва преди около 1 милион години в Източна Африка. Той предполага, че ранните човекоподобни (като например Australopithecus africanus, Australopithecus boisei и всеядният Homo habilis) постепенно разширяват диетата си (плодове и малки животни), като накрая започват да се хранят и с коренчета, грудки и зърна. Маккена твърди, че по това време ранните човекоподобни са събирали псилоцибинови гъби от пасищата в Африка и са ги консумирали. Той предполага, че гъбите със съдържание на псилоцибин, за които се смята, че са растели по тези пасища, всъщност са добре познатият в настоящето вид Psilocybe cubensis.
Съществуват известни археологически теории за употребата им в древността. Според автора Джорджо Саморини, няколко скални рисунки от мезолита от Сасили Наджер (праисторически северноафрикански обект, припознат с Капсовата култура) изобразяват шамани, употребяващи гъби – вероятно Psilocybe. Халюциногенните видове от Psilocybe се използват от местните средноамерикански племена още преди Колумб по различни поводи – за религиозно сближаване, врачуване и изцеряване. Тази практика продължава и до днес. Статуетки с формата на гъби са намерени на археологически обекти, което най-вероятно говори за древна ритуална употреба на халюциногенните гъби. Камъни и мотиви с гъби са намерени сред руините на храм на маите в Гватемала, въпреки че не е известно дали гъбената форма не е просто случайност. В мексиканския щат Колима е открита статуетка с изображение на гъба, която силно прилича на Psilocybe mexicana. Тази находка е датирана към 200 година след новата ера.
Халюциногенните Psilocybe са наричани от ацтеките теонанакатъл (буквално „магическа гъба“). Думата произлиза от тео ('бог', 'свещен' на нахуатъл) и нанакатъл ('гъба'). Според някои сведения, те са използвани при коронацията на ацтекския владетел Монтесума II през 1502 година. Ацтеките и мацатеките наричат псилоцибиновите гъби „гъби на гения“, „пророчески гъби“ и „чудни гъби“. Бернардино де Саагун твърди, че ацтеките са използвали теонанакатъл по времето, когато той е в Централна Америка (след експедицията на Ернан Кортес).
След испанските завоевателни експедиции в Америка католическите мисионери се обявяват срещу местните „езически култове“. Употребата на халюциногенни растения и гъби, съответно, е бързо съкрушена. Испанците вярвали, че с помощта на тези гъби ацтеките комуникирали с дяволите. Когато християнизират местните хора, испанците настояват за преминаване от теонанакатъл към католическия ритуал на причастието. Въпреки тези исторически събития, употребата на теонанакатъл се е запазила в някои усамотени райони.
Първото споменаване на халюциногенните гъби в западната медицинска литература е в Лондонския медицинско-физически журнал от 1799. Тогава мъж сервира гъби от вида Psilocybe semilanceata на своето семейство, които е събрал в Грийн Парк в Лондон. Неговият лекар описва как най-малкото дете е „атакувано от пристъпи на прекален смях, и нито заплахите на баща му, нито на майка му, могат да го укротят.“

### В съвремието
През 1955 година Валентина Уасън и Р. Гордън Уасън стават първите западняци, които активно участват в автохтонен ритуал с гъби. Те полагат големи усилия за популяризирането на своето откритие и даже публикуват статия за преживяванията си в списание „Лайф“ през 1957 година. През 1956 година Роже Хайм идентифицира халюциногенната гъба, която Уасън донасят от Мексико, като Psilocybe. През 1958 година Алберт Хофман открива, че псилоцинът и псилоцибинът са активните съставки на тези гъби.
Вдъхновен от статията на Уасън в Лайф, Тимъти Лири пътува до Мексико, за да изпита лично ефектите от халюциногенните гъби. При завръщането си в Харвард през 1960 година, той и Ричард Алпърт предприемат Харвардския псилоцибинов проект, целящ да насърчи психологическите и религиозните изследвания върху псилоцибина и други халюциногенни вещества. След като Лири и Алпърт биват освободени от Харвард през 1963 година, те насочват вниманието си към представянето на психеделичните преживявания пред зараждащата се хипи контракултура.
Популяризирането на ентеогените от Уасън, Лири, авторите Терънс Маккена и Робърт Уилсън и др. води до рязък ръст на употребата на Psilocybe в света. В началото на 70-те няколко психоактивни вида от Psilocybe са вече описани в умерените части на Северна Америка, Европа и Азия и започват да се събират с нарастващи темпове. Публикувани са също книги, описващи методите за култивиране на Psilocybe cubensis в големи количества. Сравнителната лекота, с която се намира достъп до Psilocybe от диви и култивирани източници, превръща тези растения в едни от най-използваните халюциногенни наркотици.
Понастоящем има сведения за употребата на халюциногенни гъби сред групи от Централно Мексико до Оахака, включително групи от общностите нахуа, михтеки, михе, мацатеки, запотеки и други.

## Ефекти
Те създават краткотрайно повишение на нивото на толерантност у потребителя. С други думи, колкото по-често се приемат тези гъби, толкова по-слаби са ефектите от следващата доза. Отровни (понякога и смъртоносни) диви гъби лесно могат да бъдат объркани с псилоцибиновите гъби. Истинските псилоцибинови гъби обаче са нетоксични. Псилоцибинът е определен от Националния институт за професионална безопасност и здравеопазване за по-слабо токсичен от аспирина. След като псилоцибинът постъпи в храносмилателната система, той се разлага и образува псилоцин, който е отговорен за халюциногенните ефекти.
Както при повечето психеделични вещества, ефектите от психеделичните гъби са субективни и варират между отделните потребители. В зависимост от дозата, метода на приготвяне и личния метаболизъм, ефектите върху съзнанието обикновено траят между 3 до 8 часа. Когато потребителите са все още под въздействието на псилоцибина, техните възприятия за времето могат да се променят. Поради тази причина е възможно това време да бъде усетено като значително по-дълго.

### Физически
Потребителите на халюциногенни гъби обикновено усещат приток на енергия и ускорен сърдечен ритъм. Настроението им се подобрява, а усещанията стават по-интензивни. Зениците се разширяват, стресът изчезва, освободеността нараства. Наблюдават се загуба на апетит, изстудяване на крайниците и отпускане на мускулите.

### Сетивни
Видими промени в сетивата за слух, зрение и допир могат да се забележат около час след консумацията. Зрителните изменения се състоят от подчертаване и контрастиране на цветовете, странни светлинни феномени (поява на ореоли около светли обекти), повишена зрителна острота. Определени повърхности могат да изглеждат накъдрени, трептящи или дишащи. Независимо дали са с отворени или затворени очи, пред потребителите могат да се появят сложни изображения, както и обекти, които са с изкривена форма. Те изпитват усещане за сливане с околната среда, както и че движещите се предмети оставят диря след себе си. Звуците, които достигат до ухото, стават по-ясни, и музиката, например, може да добие по-голяма дълбочина. Някои потребители изпитват синестезия, при която визуализират определен цвят при чуването на определен звук.

### Емоционални
Психеделичният опит (трип), подобно на този при ЛСД, силно зависи от т.нар. сет и сетинг, т.е. от индивидуалната настройка и околната среда. Негативната околна среда може да доведе до лош трип, докато уютна и приятна обстановка би създала условия за приятен трип.

## В медицината
Все още няма разпространена практика на лечение, чрез халюциногенни гъби. Въпреки това има учени, които вярват, че има потенциал за лечение на определени психически проблеми, като посттравматичен стрес, депресия и алкохолизъм.